# Álmos (Großfürst)
Álmos (* ca. 820; † 895?) war der Großfürst der aus Magna Hungaria wegziehenden Magyaren. Sein Vater war Elöd, die Mutter hieß Emese.

## Der Name
Über die Herkunft und Bedeutung seines Namens existieren verschiedene Theorien. Die Ursprungssaga der Árpádendynastie, wie sie beispielsweise in den Gesta Hungarorum wiedergegeben ist, berichtet über den „Traum der Emese“ (siehe auch: Turulsaga). Dieser Geschichte zufolge hatte die Mutter während ihrer Schwangerschaft im Traum eine Vision, in der sie von einem Habicht geschwängert wurde. Dieser habe ihr daraufhin mitgeteilt, dass sie eine reiche Nachkommenschaft haben werde, zu deren Angehörigen zahlreiche Könige eines fernen Landes gehören sollten. Von dieser Begebenheit leite sich, so der Verfasser der Gesta, der Name Álmos her, der auf das ungarische Wort álom für „Traum“ zurückzuführen sei. Als alternative Theorie führt der anonyme Chronist aber noch eine andere Möglichkeit an, der zufolge der Name mit dem lateinischen almus („heilig“) zusammenhänge und auf die heiliggesprochenen Könige der späteren Árpáden-Dynastie anspiele.
Die ungarische Chronikredaktion des 14. Jahrhunderts gibt nur die erste Variante, die Ableitung von álom, wieder. Die moderne Forschung hat unterschiedliche Erklärungsansätze für den Namen gefunden, darunter eine Übersetzung als „Reichsbegründer“. Géza Nagy (Az Álmos-monda. Sepsi-Szentgyörgy, 1884) behauptet, Szálmos sei eine alte ungarische Form von „Sonne“. Der Forscher meint, dass die Saga von Álmos eigentlich eine Sonnenhymne sei, und die Geburt von Álmos die Entstehung der Sonne symbolisieren würde.
In zeitgenössischen griechischen Chroniken (von Konstantinos, Georgios Monachos und Leon Grammatikos) erscheint sein Name als Salmus oder Samultes.

## Álmos der erste Großfürst der Magyaren
Der Chronist der Gesta Hungarorum schreibt, Álmos sei der Großfürst der aus Magna Hungaria (in seiner Terminologie „Skythien“) ausziehenden Magyaren gewesen. Das Volk der Magyaren hatte damals sieben Stämme; Nyék(i), Megyer(i), Kürtgyarmat, Tarján, Jenő, Kéri, Keszi. Die Fürsten dieser Stämme wählten Álmos zu ihrem Großfürsten, unter dessen Hand sich das ganze Magyarenvolk vereinigte. Dieser Pakt heißt in der ungarischen Mythologie „Blutvertrag“. In ihm wurden auch die Beziehungen zwischen den einzelnen Fürsten sowie zwischen dem Großfürsten und den Fürsten geregelt.
Wahrscheinlich wurde Álmos' Sohn Árpád Großfürst, als die Magyaren nach Etelköz zogen.
Wahrscheinlich starb Álmos 895 in Etelköz, er war 76 Jahre alt. Über den Tod Álmos' berichten die Chroniken von Buda, Pressburg und Wien, bzw. die Chronik von Thuróczy, auch bekannt als Chronica Hungarorum. Nach diesen Erzählungen betrat er nie das Land Pannonien („non potuit intrare terram Pannoniae“).